# Секстия
Вижте пояснителната страница за други личности с името Секстия.
Секстия (на латински: Sextia; † 34 г.) е римлянка от 1 век пр.н.е. и 1 век.

## Биография
Произлиза от фамилията Секстии. Омъжва се за Луций Корнелий Сула, който е син на Публий Корнелий Сула (избран за консул 65 пр.н.е., но анулиран) и роднина на диктатор Луций Корнелий Сула. Съпругът ѝ е през 5 пр.н.е. редовен консул заедно с император Август.
След смъртта на съпруга ѝ тя се омъжва за неговия полубрат Мамерк Емилий Скавър, който през 22 г. се развежда с Емилия Лепида, дъщеря на Лепид Младши и омъжена до 20 г. за Публий Сулпиций Квириний. Той е поет и оратор. През 21 г. става суфектконсул.
От 32 г. Скавър е обвиняван за обида на император Тиберий, в магьостничество и брачна изневяра с някоя Ливия (вероятно с Юлия Ливия). Секстия и Скавър се самоубиват през 34 г., така и фамилията изчезва.